# Kurt Schietzel
Kurt Schietzel (* 25. September 1933) ist ein deutscher Prähistoriker.

## Leben
Kurt Schietzel ist der Sohn von Carl Schietzel und dessen Ehefrau Thyra Elisabeth Möller. Er studierte in Hamburg und Köln. 1961 wurde er in Köln bei Hermann Schwabedissen promoviert. 1962/63 hatte er ein Reisestipendium des Deutschen Archäologischen Instituts inne, mit dem er auf dem Balkan, im Vorderen Orient und in Ägypten reiste. Ab 1963 war er Leiter der Abteilung für Wikingerforschung und der Ausgrabungen in Haithabu (im Landesmuseum Schleswig).
Kurt Schietzel war dann von 1983 bis zu seiner Pensionierung 1998 Leitender Direktor des Archäologischen Landesmuseums Schleswig (Schloss Gottorf). Er war der Begründer des Wikinger Museums Haithabu sowie der erste Herausgeber der Schriftenreihe Berichte über die Ausgrabungen in Haithabu. Er ist ordentliches Mitglied des Deutschen Archäologischen Instituts.
1984 wurde er „in Anerkennung und Würdigung seiner hervorragenden Verdienste um die landesgeschichtliche Forschung, insbesondere bei der Ausgrabung der frühmittelalterlichen Siedlung Haithabu, um die Kulturpflege im Lande Schleswig-Holstein und um die Förderung der deutsch-skandinavischen Beziehungen“ mit der Ehrenprofessur des Landes Schleswig-Holstein ausgezeichnet und erhielt 2002 das Verdienstkreuz am Bande des Verdienstordens der Bundesrepublik Deutschland.

## Veröffentlichungen (Auswahl)
- Müddersheim. Eine Ansiedlung der jüngeren Bandkeramik im Rheinland. Böhlau, Köln u. a. 1965 (Dissertation)
- Spurensuche Haithabu. Archäologische Spurensuche in der frühmittelalterlichen Ansiedlung Haithabu: Dokumentation und Chronik 1963–2013, 4. Auflage, Wachholtz, Neumünster 2018, ISBN 978-3-529-01797-1.